# Süpplingenburg
Süpplingenburg é um município da Alemanha localizado no distrito de Helmstedt, estado da Baixa Saxônia.
Pertence ao Samtgemeinde de Nord-Elm.